# Āq Qayah
Āq Qayah (persiska: آق قیه) är en ort i Iran.   Den ligger i provinsen Khorasan, i den nordöstra delen av landet, 600 km öster om huvudstaden Teheran. Āq Qayah ligger 1 726 meter över havet och antalet invånare är 348.
Terrängen runt Āq Qayah är kuperad åt nordväst, men åt sydost är den platt.Runt Āq Qayah är det ganska tätbefolkat, med 56 invånare per kvadratkilometer. Närmaste större samhälle är Qarah Shāhverdī, 16,9 km norr om Āq Qayah. Trakten runt Āq Qayah består i huvudsak av gräsmarker.